# Hohenbergia hatschbachii
Hohenbergia hatschbachii är en gräsväxtart som beskrevs av Elton Martinez Carvalho Leme. Hohenbergia hatschbachii ingår i släktet Hohenbergia och familjen Bromeliaceae. Inga underarter finns listade i Catalogue of Life.